# Jaroslav Vrhel
Jaroslav Vrhel (14. dubna 1911, Balkova Lhota – 26. dubna 1974, Tábor ?) byl vedoucí Jednoty mládeže v Táboře, redaktor měsíčníku Stráž na Táboře, učitel náboženství a farář Církve československé husitské.

## Život
Narodil se v Balkově Lhotě nedaleko Tábora. Po úspěšném složení maturitní zkoušky na reálném gymnáziu v Táboře krátce působil jako výpomocný literární učitel v Humpolci. V říjnu 1930 dostal nabídku pracovat ve službách Církve československé husitské, do které se přihlásil 21. dubna 1921. Potřebné zkoušky před církevní komisí složil 4. června 1931. Do nástupu vojenské prezenční služby (1. 10. 1932) vyučoval československé náboženství v Klatovech. V září 1934 přijal katechetské místo v Táboře. Pro práci s dětmi a mládeží byl vybaven zvláštním charismatem, čehož si brzy všimli také činovníci táborské náboženské obce Církve československé husitské. V říjnu 1936 byl tedy pověřen funkcí ideového vedoucího Jednoty mládeže v Táboře. V dubnu 1937 byl zvolen členem nové redakční rady měsíčníku Církve československé husitské na Táborsku Stráž na Táboře. Mladý katecheta brzy ukázal, že jeho životní cesta směřuje ke kazatelství a kněžství. Dne 29. 9. 1937 byl vysvěcen na jáhna. Dne 2. července 1941, tedy pouhý měsíc po svatbě s Miroslavou, rozenou Novákovou, byl Jaroslav Vrhel vzat s devíti dalšími veřejně činnými osobami z Tábora do tzv. ochranné vazby. Jeho zatčení táborským gestapem bylo odvetným opatřením za nezdařený bombový útok Františka Novotného z Balkovy Lhoty na budovu gestapa v Táboře z 26. na 27. června 1941. S odbojářem Františkem Novotným pojilo Jaroslava Vrhela dlouholeté přátelství. Kamarád z Balkovy Lhoty si u něj na faře a později ve sborovém kolumbáriu dokonce ukryl jednu z podomácky vyrobených pum, kterou použil k útoku na budovu gestapa. Den po svém zatčení 3. července 1941 byl Jaroslav Vrhel transportován s dalšími rukojmími do Malé pevnosti v Terezíně, kde byl vězněn do 19. srpna 1941. Po propuštění se vrátil zpět do Tábora a připravoval se na kněžské povolání. Dne 5. července 1942 byl v Praze-Dejvicích biskupem Ferdinandem Stiborem vysvěcen na kněze. Ve stejném roce 1942 byl pověřen vedením redakce časopisu Stráž na Táboře. Redakci vedl do března 1943, kdy bylo vydávání časopisu dále zakázáno. Zkušenost s vězněním vedla faráře Vrhela k větší opatrnosti. Svou činnost začal více zaměřovat sociálně. Jako předseda Okresní sociální pomoci v Táboře podporoval společně s ředitelem Sedloněm potřebné po zatčených a popravených politických vězních.
V srpnu 1946 se Jaroslav Vrhel stěhoval z Tábora do Karlových Varů, kde vznikala a organizovala se nová samostatná náboženská obec, která musela být v počátcích administrována z Chebu. Církev tam sice získala faru a kostel, ale jinak přicházel farář do bezútěšného a rozvráceného prostředí bývalých tzv. Sudet, které bychom mohli nazvat místem bez identity. V náboženské obci s rozsáhlou diasporou se pokoušel duchovním slovem oslovovat přívaly osídlenců, zajišťoval vyučování náboženství na školách, konal obřady, společně s radou starších budoval živé společenství církve. Další generace farářů tak navazovaly na jeho pionýrské roky služby. Po třech vyčerpávajících letech byl přeložen do Milevska, kde působil až do roku 1973. V posledních letech jeho službu ovlivňovalo stále se zhoršující zdraví. Po odchodu do starobního důchodu ještě krátce působil v Soběslavi. Zemřel 26. dubna 1974. Do nejzazších chvil pečoval o svou těžce nemocnou ženu, která pro závažnost své choroby nemohla ani doprovodit manžela na jeho poslední cestě. Pohřební rozloučení se konalo 30. dubna 1974 ve sboru Božích bojovníků v Táboře.